# SŽD-Baureihe ТЭ3Л
Die Lokomotiven der SŽD-Baureihe ТЭ3Л (deutsche Transkription TE 3L) der Sowjetischen Eisenbahnen (SŽD) waren breitspurige Versuchs-Diesellokomotiven vorrangig für den Güterzugdienst. Man kann sie als Lokomotiven mit dem Lokkasten der 2ТЭ10Л aber noch mit der Antriebsanlage der ТЭ3 bezeichnen. Eine Massenproduktion der Lokomotive kam nicht zustande, sie trug auch die Projektbezeichnung ТЭ20.

## Vorgeschichte

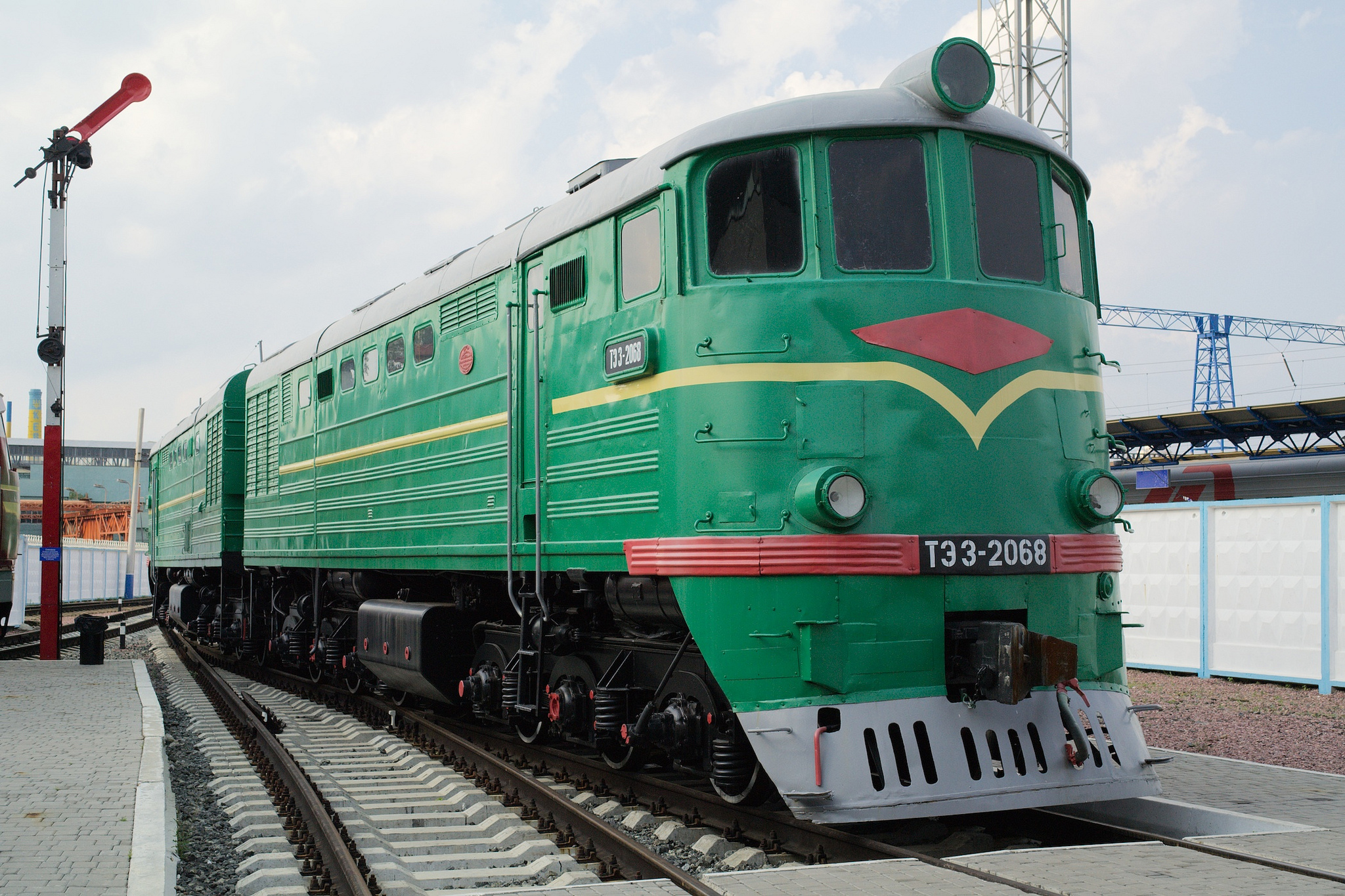
Foto der erhaltenen ТЭ3-2068, Lokomotive mit der Antriebsanlage der ТЭ3Л

Die Großserienproduktion der Diesellokomotive ТЭ3 mit ungefähr 500 Sektionen in der Lokomotivfabrik Luhansk vom Anfang der 1960er-Jahre an brachte genügend Argumente über ihre Modernisierung. So erstellten die Vereinigten Ministerien der UdSSR die Beschlüsse Nr. 639 (vom 15. Juli 1959) und Nr. 743 (vom 19. Juli 1960), die den Auftrag zur Überarbeitung der ТЭ3 beinhalteten.
Diese Projekte nahmen die Lokomotivfabrik Charkow und die Lokomotivfabrik Luhansk an und erstellten unterschiedliche Arbeitsprojekte. Das Projekt der Lokomotivfabrik Charkow sah eine grundlegende Modernisierung des Lokkastens vor, der einen selbsttragende Konstruktion analog dem der 2ТЭ10 vorsah. Außerdem war eine neue Diesel-Generator-Einheit vorgesehen, wodurch eine Probelokomotive mit der Bezeichnung ТЭ30 entstand.
Im Unterschied zu dieser Variante erstellte die Lokomotivfabrik Luhansk nur eine Umarbeitung des Lokkastens mit Ersatz der Länge und Konstruktion (mit tragendem Rahmen). Die Projektbezeichnung war ТЭ20.

## Auslieferung
1961 lieferte die Lokomotivfabrik Luhansk die erste Versuchs-Zweisektionslokomotive aus, ihr wurde die volle Bezeichnung ТЭ3Л.001 (TE3L.001) verliehen.
Ungeachtet der äußeren Unterschiede zu der Vorgängerlokomotive war die neue Diesellok zu 80 % mit dieser vereinheitlicht, in diesem Fall auch über die Hauptmaße. Bei der ТЭ3Л (TE3L) wurde die Krafteinheit, bestehend aus dem Dieselmotor 6Д100 (6D100) und dem Traktionsgenerator ГП-307 (GP-307), beide aus der Produktion von der Lokomotivfabrik Charkow und dem Elektromotorenwerk Charkow, verwendet. Diese Krafteinheit wurde auch bei der ТЭ30 der Lokomotivfabrik Charkow verwendet und war um 4.200 kg leichter als die ursprüngliche Krafteinheit der ТЭ3 (TE3). Nur im Unterschied zu der ТЭ30 (TE30) verwendete die ТЭ3Л (TE3L) die Fahrmotoren ЭД-104 (ED-104) wie bei den Lokomotiven der Serie ТЭ10, sie hatten eine Leistung von je 258 kW. Nach Werksangaben wurden 1961 noch vier Sektionen (zwei Dieselloks) der Reihe ТЭ3Л (TE3L) gefertigt. Nach Angaben von W. A. Rakow wurde 1962 bei den SŽD lediglich die ТЭ3Л.002 (TE3L.002) ausgeliefert, daraus kann angenommen werden, dass die Diesellok ТЭ3Л.003 (TE3L.003) im Werk verblieb.

## Schicksal der Dieselloks

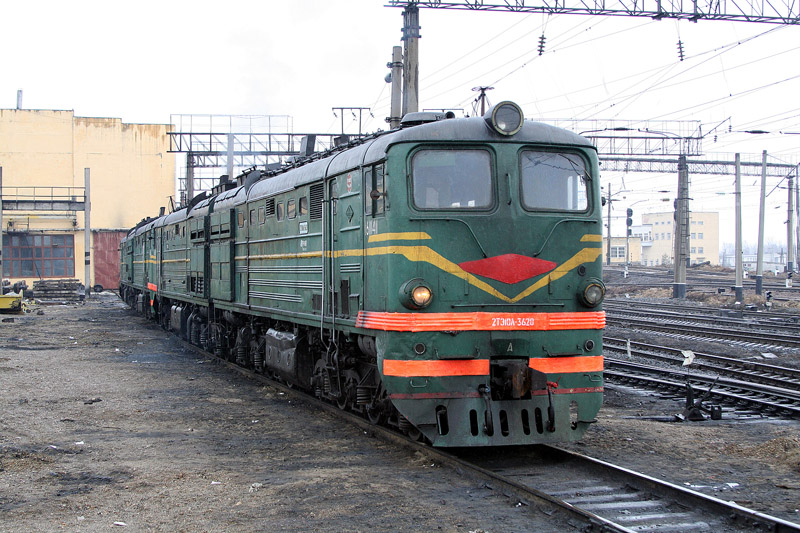
Foto der Lokomotive 2TE10L-3620, Lokomotive mit dem Kasten der ТЭ3Л

Die ТЭ3Л.001 (TE3L.001) wurde ursprünglich an die Donezkaja schelesnaja doroga ausgeliefert, nur wurde die Maschine bald mit der zweiten Lokomotive ТЭ3Л.002 (TE3L.002) zu der Juschnyje schelesnyje dorogi weitergegeben. Lange verkehrten die Lokomotiven nicht dort, 1963–1964 kehrten sie zu der Donezka Salisnyzja in das Lokomotivdepot Debalzewe zurück.
Obwohl die Lokomotiven um einiges leichter als die ТЭ3 waren, wurden sie im Betriebsdienst nicht wesentlich bevorzugt. Aus diesem Grund wurde von der Lokomotivfabrik Luhansk Mitte der 1960er Jahre mit aller Kraft die Lokomotive 2ТЭ10Л mit einer Leistung von 2 × 3000 PS (2206 kW) entwickelt. Es ist interessant, dass diese Lokomotiven denselben Kasten wie die ТЭ3Л (TE3L) hatte.
Die Versuchsdieselloks der Reihe ТЭ3Л (TE3L) wurden 1968 aus den Inventarlisten gestrichen.